# SYP (obchodní řetězec)
SYP byl španělský supermarketový řetězec, který založil podnikatel Francisco Lavao. Ve své domovské zemi se stal řetězec velmi oblíbeným a vyhledávaným. V roce 1991 byla do českého obchodního rejstříku zanesena česká akvizice společnosti a řetězec expandoval i do České republiky, když v Praze-Chodově, v obchodním centru Růže 9. prosince 1991 otevřel svou první zahraniční pobočku veřejnosti. Na místě původního OC nyní stojí Westfield Chodov. Další prodejna posléze otevřela na pražském Proseku.
Společnost zamýšlela expanzi do Čech za investici do budoucna. V ČR byl řetězec považován v době otevření za nejmodernější obchodní řetězec v zemi, především díky tomu, že jako vůbec první představil systém čárových kódů. Ty stačilo, aby prodavač(ka) načetl(a) na ručním skeneru pokladny a veškeré informace o produktu, včetně ceny se okamžitě načetly na pokladním počítači. Do té doby měly ostatní řetězce jen klasickou pokladnu, kde prodavač(ka) musel(a) ceny výrobků zadávat sám/sama. Jak uvedl tehdejší tiskový mluvčí společnosti Tolo Güell „V Praze jsme se měli také dobře!“, tím odkazoval na fakt, že byl SYP i mezi Pražany oblíbeným a vyhledávaným supermarketem.
Původní španělská část řetězce byla Lavaem prodána za 90 milionů euro jinému španělskému řetězci, Eroski. Český řetězec byl zrušen 3. července 2004, česká společnost však na trhu zůstala působit nadále – přestala se však věnovat prodeji zboží a provozování supermarketů, ale věnovala se pouze výrobě pekárenského a cukrářského zboží. Společnost v Česku byla nakonec úplně zrušena v únoru 2023.